# Луций Венулей Монтан Апрониан
Лу́ций Венуле́й Монта́н Апрониа́н (лат. Lucius Venuleius Montanus Apronianus; умер после 92 года) — древнеримский политический деятель и сенатор второй половины I века.

## Биография
Его отцом, по всей видимости, являлся консул-суффект времён правления императора Нерона Луций Венулей Монтан, а матерью — некая Лецилла (или Луцилла). В 92 году Апрониан занимал должность консула-суффекта. С 80 по 92 годы он входил в состав коллегии арвальских братьев. Поэт Стаций упоминал Апрониана в третьей и четвёртой книге своих «Сильв».

## Семья и потомки
В браке с неизвестной женщиной Апрониан имел, по крайней мере, одного сына, также достигшего консульства в 123 году.